# Louis Pesch
Louis Pesch (Calmus, 11 de març de 1904 – Mondorf-les-Bains, 22 de febrer de 1959) fou un ciclista luxemburguès, que va competir en la prova individual i la de cursa per equips dels Jocs Olímpics d'Estiu de 1924 disputats a la ciutat de París.